# LG Optimus Black

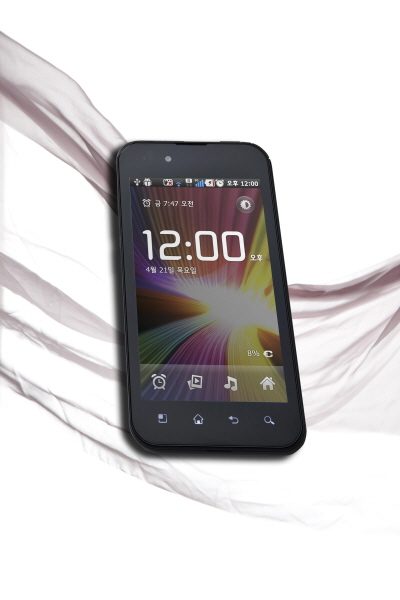
LG Optimus Black

LG Optimus Black是韓國樂金電子於2011年推出的中高階智慧型手機。其特色是為全球第一支採用擁有高亮度─800nit（燭光）的NOVA IPS LED螢幕。

## 規格[3]
- 螢幕：4" NOVA IPS 800x480
- 處理器：德州儀器 1GHz OMAP3630
- 相機：500萬畫素+200萬畫素（配有LED閃光燈）
- 重量：109g
- 厚度：0.93cm
- 産地：韓國

## 衍生機種
- LG Optimus Black Skype Edition （加拿大系統業者為Telus獨賣）
  - 差異：配備Skype的特別版本
- Optimus bright L-07C（日本系統業者為NTT Docomo）
  - 差異：日本市場專用，並命名為"Bright"，日本地區獨有應用程式、紅外線、多種顏色